# أوكتافيو مارتينيز فارغاس
أوكتافيو مارتينيز فارغاس (بالإسبانية: Octavio Martínez Vargas)‏ هو سياسي مكسيكي، ولد في 23 يونيو 1973 في مدينة مكسيكو في المكسيك. حزبياً، نشط في حزب الثورة الديمقراطية. وقد انتخب عضو مجلس النواب المكسيك.